# Plan Delta
Pour les articles homonymes, voir Delta (homonymie).
| \| Localisation du Plan Delta dans le Monde \| Algerakering Anvers Bathse spuisluis Belgique Brouwersdam Canal de l'Escaut au Rhin Eau douce Eau de mer Escaut occidental Escaut oriental Grevelingendam Haringvliet Haringvlietdam Hartelkering Hellegatsdam Maeslantkering Markiezaatskade Mer du Nord Oesterdam Oosterscheldekering Pays-Bas Philipsdam Pont du Haringvliet Pont de Zélande Rotterdam Tunnel de l'Escaut occidental Veerse Gatdam Volkerakdam Zandkreekdam |
| Localisation du Plan Delta dans le Monde |

| Localisation du Plan Delta dans le Monde |

Le plan Delta (ou travaux Delta ; en néerlandais Deltaplan et Deltawerken) est le plus grand ouvrage de défense contre les eaux au monde, situé sur le territoire et sur les côtes des Pays-Bas. Il a pour but de lutter contre les inondations maritimes, en particulier pour les provinces de Zélande, de Hollande-Méridionale et du Brabant-Septentrional, sans passer par la création de polders.
Le plan Delta est l'œuvre de plusieurs décennies. Le plan initial est terminé en 1986, mais une nouvelle tranche de travaux connue sous le nom d'Europoortkering vient par la suite s'ajouter au plan initial et se termine en 1997. De plus, la rehausse de toutes les digues pour être conforme à la norme néerlandaise en la matière se poursuit jusqu'en août 2010.
Le plan Delta permet aussi grandement l'amélioration de l'accès à la province de Zélande, constituée d'îles ; celles-ci sont maintenant toutes reliées à la terre ferme.

## Histoire

### Raison
Le plan Delta est un projet qui fut imaginé notamment par Johan van Veen et mis en œuvre à la suite de l'inondation causée par la mer du Nord en 1953 aux Pays-Bas, afin que ne se reproduisent plus les dégâts qu'elle a occasionnés. Celle-ci avait en effet tué 1 835 personnes et forcé l'évacuation de 70 000 autres ; 10 000 têtes de bétail se noyèrent et 4 500 bâtiments furent détruits.

### Mise en place du projet
La commission s'est réunie moins de 20 jours après l'inondation.
Plusieurs recommandations ont été formulées :
- la digue de Schouwen à Duiveland devrait surplomber la mer de 5 mètres et non de 3,5 comme mentionnés initialement,
- la clôture de l'Yssel hollandais devra être effective rapidement (la Commission Delta recommande un barrage anti-tempête : la pondération des digues coûte plus cher et la construction d'une telle digue est plus rapide. Un an après ce deuxième avis opposé au premier débutera la construction),
- la fermeture des entrées maritimes de Zélande doit toujours pouvoir être assurée (du nord au sud) : Haringvliet, Trou Brouwershavense, Escaut oriental et Gat Veerse,
- la fermeture de Veerse Gat et Zandkreek est nécessaire.

L'avis final a montré les avantages et les inconvénients des solutions, l'estimation des coûts et un résumé du plan Delta. Ce dernier devait être mis en œuvre sur une période de 25 ans pour une somme investie allant de 1,5 à 2 milliards de florins néerlandais (680 à 900 millions d'euros).

### Présentation
Le projet avait l'ambition d'améliorer la sécurité des zones de la plus faible altitude des Pays-Bas contre les tempêtes les plus violentes et les inondations. Étant donné que plus d'un tiers du pays se trouve sous le niveau de la mer, la tâche s'annonçait difficile. Les dunes le long de la côte furent relevées de plus de 5 mètres et les îles de la Zélande furent reliées par des digues et différents ouvrages d'art. L'Escaut oriental devait être totalement fermé, ce qui aurait transformé l'ancien estuaire en lac d'eau douce, mais à la suite de nombreuses manifestations, il fut décidé de construire l'Oosterscheldekering, barrage de 9 km de long et le plus complexe du projet, qui peut être ouvert ou fermé pour protéger la baie, tout en gardant sa salinité, afin de pérenniser la faune sauvage et l'industrie de la pêche. Les ouvrages d'art, d'une longueur totale de 25 kilomètres, ont réduit en revanche la côte maritime des Pays-Bas d'environ 700 kilomètres.
Le plan Delta et les travaux du Zuiderzee sont considérés comme étant une prouesse humaine, ils sont l'une des sept merveilles du monde moderne selon l'American Society of Civil Engineers.
De nouvelles structures sont par ailleurs toujours mises en service : en 2015, la presse mondiale découvrait un système capable de créer des vagues de 5 mètres de hauteur dans un canal, afin de les faire s'écraser contre des prototypes de futures digues.

### Finalité
| \| Localisation du Plan Delta dans le Monde \| Bernisse Canal de l'Escaut au Rhin Grevelingenmeer Canal Hartel Canal de Zuid-Beveland Dordtsche Kil Escaut occidental Escaut oriental Haringvliet Hollands Diep Krammer Markiezaatsmeer Nieuwe Waterweg Nouvelle Meuse Spui Scheur Veerse Gat Veerse Meer Vieille Meuse Volkerak Zoommeer Anvers Rotterdam Mer du Nord Belgique Pays-Bas Eau de mer Eau douce |
| Localisation du Plan Delta dans le Monde |

| Localisation du Plan Delta dans le Monde |

La mise en œuvre du programme a vu l'introduction de techniques nouvelles d'ingénierie, principalement pour l'Oosterscheldekering et le Maeslantkering.
Les travaux liés au plan Delta se sont déroulés sur une période d'environ 40 ans. Ils sont désormais achevés. Un plan complémentaire, l'Europoortkering s'est ajouté au plan initial, imposant la construction du Maeslantkering et de l'Hartelkering en 1997.
Les îles de Zélande sont maintenant reliées entre elles et à la terre ferme; en complément le tunnel de l'Escaut occidental, ne faisant pas partie du plan Delta, permet de  relier la Flandre zélandaise à la presqu'île du Beveland-du-Sud, sans faire un long détour par la Belgique.

## Le futur
Cependant un débat fondamental existe à propos des fondements du plan Delta : le niveau de ces terres baisse et le niveau des océans augmente. Un réchauffement global est en cours. Les digues vont donc sans doute devoir être renforcées et rehaussées, créant davantage d'enfoncement du terrain. Certains avancent que le déplacement des villes et l'abandon de terres à la mer seraient une solution plus viable à long terme qu'une bataille contre les eaux. Mais ce serait sans connaître le caractère néerlandais qui s'est façonné pendant des siècles de lutte contre les éléments.
Cependant on ne peut négliger une évolution importante de la mentalité des techniciens de l'eau qui aujourd'hui poussent plus à construire « avec » la mer que « contre » la mer.
La vision des plans actuels vise à comprendre comment va évoluer le niveau des mers et à s'y adapter de façon plus souple que par le passé.
À cause des changements climatiques et de la montée du niveau de la mer, les digues doivent être renforcées et rehaussées ; les derniers détails font encore débat. Actuellement les travaux sont en cours pour les deux bras de l'Escaut, le revêtement s'est montré insuffisant et doit être remplacé. Les travaux ont commencé en 1996 et devaient être achevés en 2015. Le ministère des travaux publics et Office des eaux des Pays-Bas ont déjà rehaussé 400 km de digues.
En 2008, la commission Delta estime qu'il faut s'attendre à une montée des eaux de 1,30 m d'ici 2100 et de 4 mètres d'ici 2200.

## Les travaux du plan Delta
| Projet              | Début des travaux | Inauguration | Fonction             | Cours d'eau                                                        | Localisation                                         |
| Algerakering        | 1958              | 1958         | Barrage anti-tempête | Yssel hollandais (rivière)                                         | Hollande-Méridionale près de Rotterdam               |
| Zandkreekdam        | 1959              | 1960         | Barrage              | Zandkreek, Veerse Gat (bras de l'Escaut oriental)                  | Entre îles Noord-Beveland et Zuid-Beveland à l'est   |
| Veerse Gatdam       | 1960              | 1961         | Barrage              | Veerse Gat (bras de l'Escaut oriental)                             | Entre îles Noord-Beveland et Zuid-Beveland à l'ouest |
| Grevelingendam      | 1958              | 1965         | Barrage              | Grevelingenmeer (bras de l'Escaut oriental)                        | Entre presqu'île de Tholen et Schouwen-Duiveland     |
| Volkerakdam         | 1957              | 1969         | Barrage              | Volkerak, Hollands Diep (rivière) (bras de la Meuse et de l'Escaut | Entre Hollande-Méridionale et Zélande                |
| Haringvlietdam      | 1958              | 1971         | barrage              | Haringvliet (bras du Rhin et de la Meuse)                          | Entre Voorne-Putten et Goeree-Overflakkee            |
| Brouwersdam         | 1964              | 1971         | Barrage anti-tempête | Brouwershaven (bras de l'Escaut occidental)                        | Entre Schouwen-Duiveland et Noord-Beveland           |
| Markiezaatskade     | 1980              | 1983         | Barrage              | Markiezaatsmeer, Canal de l'Escaut au Rhin                         | Entre la presqu'île de Zuid-Beveland et Molenplaat   |
| Oosterscheldekering | 1960              | 1986         | Barrage anti-tempête | Escaut oriental                                                    | Entre Schouwen-Duiveland et l'île du Noord-Beveland  |
| Oesterdam           | 1979              | 1997         | Barrage              | Escaut oriental, Canal de l'Escaut au Rhin                         | Entre Tholen et Zuid-Beveland                        |
| Philipsdam          | 1976              | 1997         | Barrage              | Escaut oriental                                                    | Entre Grevelingendam et Sint Philipsland             |
| Bathse spuisluis    | 1980              | 1987         | Écluse               | Volkerak, Markiezaatsmeer, Escaut oriental                         | Bath (Zélande)                                       |
| Maeslantkering      | 1988              | 1997         | Barrage anti-tempête | Nieuwe Waterweg (bras du Rhin)                                     | En aval de Rotterdam Hollande-Méridionale            |
| Hartelkering        | 1991              | 1997         | Digue mobile         | Canal Hartel                                                       | Près de Spijkenisse, Hollande-Méridionale            |

## Galerie photographique

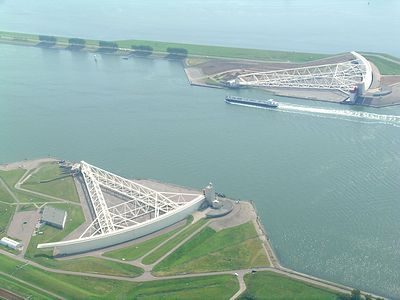
Maeslantkering
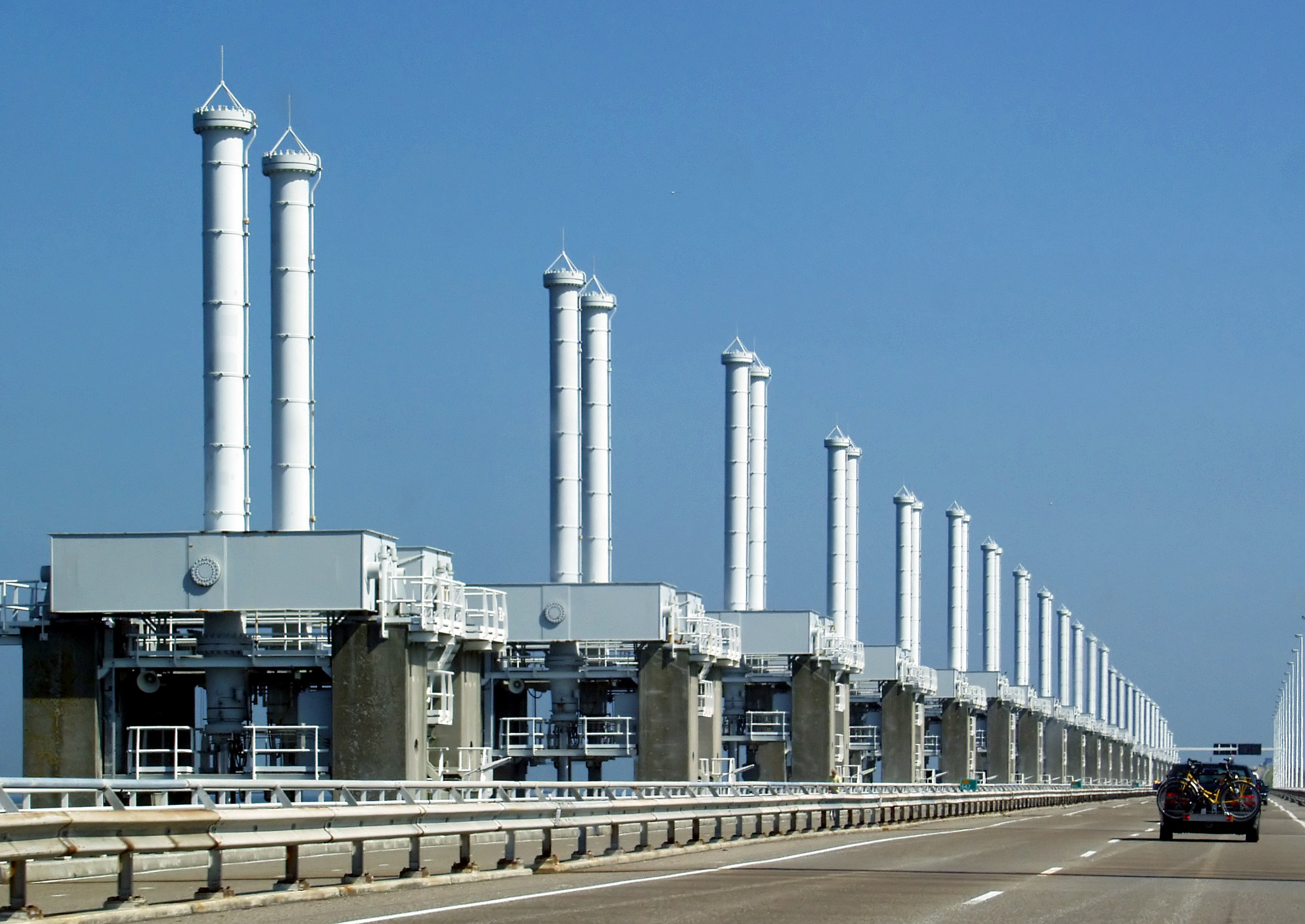
Oosterscheldekering
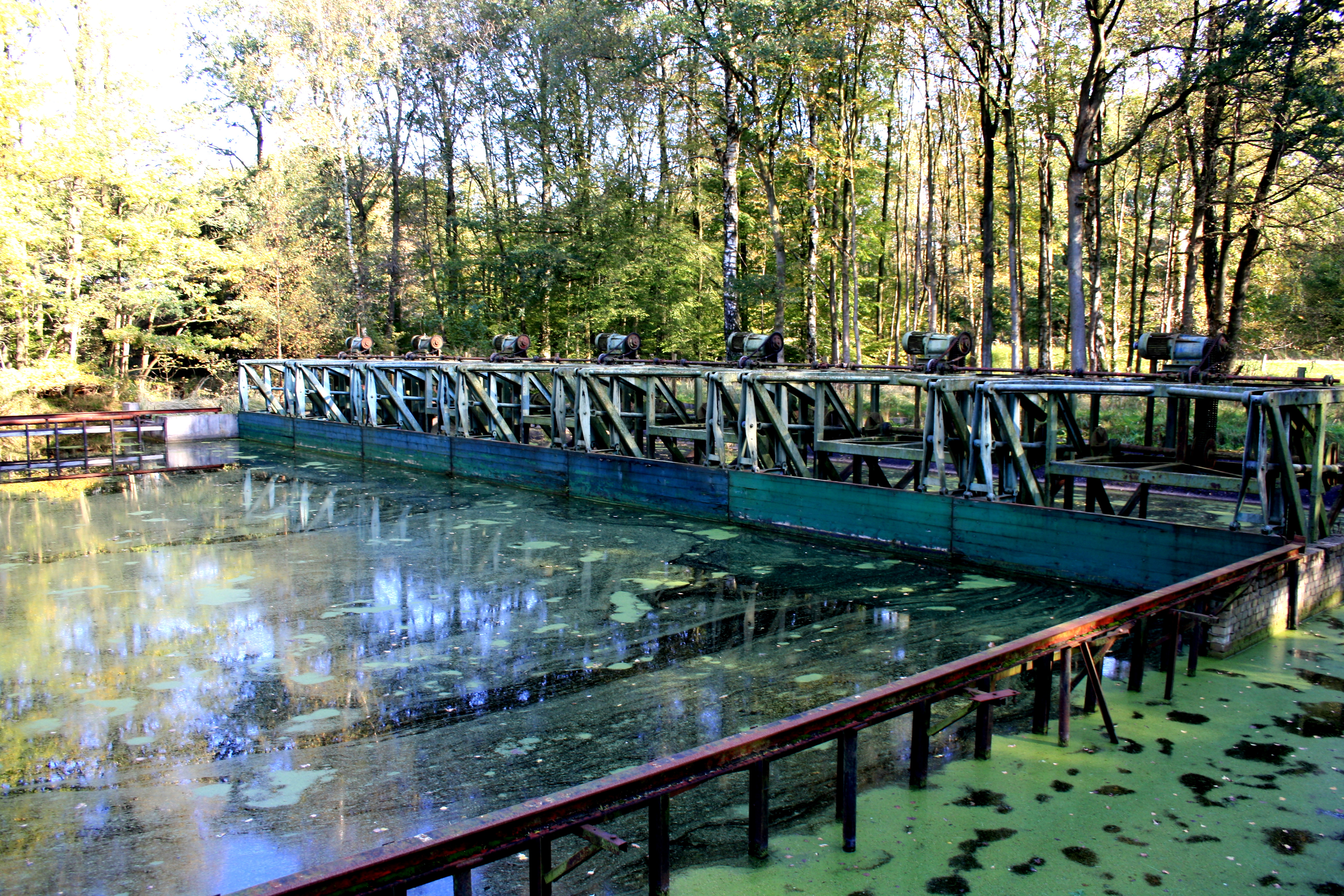
Projet de barrage temporaire dans le Waterloopbos.
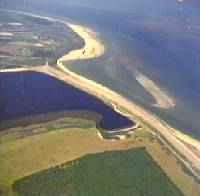
Veerse Gatdam